# Blechmühle (Hohenfels)
Blechmühle ist ein Gemeindeteil des Marktes Hohenfels in Landkreis Neumarkt in der Oberpfalz in Bayern.

## Geographische Lage
Die Einöde liegt von Hohenfels aus etwa 1,6 km flussabwärts am linken Ufer des Forellenbaches, der in östlicher Richtung der Vils zufließt.
Von der Staatsstraße 2234 zweigt eine Straße, die über den Forellenbach führt, zur Blechmühle ab.

## Geschichte
Die Mühle unterstand dem kurpfälzischen Pflegamt Hohenfels. Im Zinsbuch des Amtes von 1523 ist sie als neu errichtet genannt. Im Kartenwerk von Christoph Vogel von ca. 1600 ist das Anwesen als „Blechhamer/Blechhamermühl“ verzeichnet. Am Ende des Alten Reiches, um 1800, hatte die Blechmühle die Größe eines Halbhofes.
Im Königreich Bayern wurde um 1810 der Steuerdistrikt Markstetten gebildet und 1811 zum Landgericht Parsberg (später Landkreis Parsberg) gegeben. Zu diesem gehörten die drei Dörfer Markstetten, Affenricht und Haasla, der Weiler Kleinmittersdorf sowie die Einöden Ammelacker, Ammelhof, Höfla, Friesmühle, Baumühle, Blechmühle, Lauf, Schönheim und Unterwahrberg.
Mit dem zweiten Gemeindeedikt wurde der Steuerdistrikt in zwei Ruralgemeinden, nämlich Markstetten und Haasla, umgewandelt. Letztere bestand nur aus dem Dorf Haasla, dem Weiler Lauf sowie den Einöden Höfla und Blechmühle und wurde 1830 mit Gemeinde Markstetten vereinigt. Diese wurde zum 1. Mai 1978 nach Hohenfels eingemeindet. Seitdem ist die Einöde Blechmühle ein amtlich benannter Ortsteil von Hohenfels.
Die Mühle war eine Getreidemühle und ein Sägebetrieb. Sie wurde von zwei oberschlächtigen Wasserrädern von je 3,3 m Durchmesser angetrieben. Der Mahlbetrieb wurde 1920 aufgegeben. 1922 wurden die Wasserräder durch eine Turbine zur Stromgewinnung ersetzt.
Gebäude- und Einwohnerzahl:
- 1830: 7 Einwohner[8]
- 1838: 10 „Seelen“, 1 Haus, 1 Kapelle[9]
- 1861: 10 Einwohner, 5 Gebäude[10]
- 1871: 11 Einwohner, 4 Gebäude; Großviehbestand 1873: 2 Pferde, 11 Stück Rindvieh[11]
- 1900: 11 Einwohner, 1 Wohngebäude[12]
- 1925: 1 unbewohntes Wohngebäude[13]
- 1950: 8 Einwohner, 1 Wohngebäude[14]
- 1987: 3 Einwohner, 1 Wohnhaus, 1 Wohnung[1]

Heute sind zwei Hausnummern im Gemeindeteil Blechmühle vergeben. Im größeren Anwesen werden Welshponys gezüchtet.

## Kirchliche Verhältnisse
Die Einöde gehörte seit jeher zur katholischen Pfarrei St. Ulrich in Hohenfels im Bistum Regensburg. Dorthin gingen die Kinder auch zur Schule.